# Elecciones municipales de 2015 en Palma
Las elecciones municipales de 2015 se celebraron en Palma de Mallorca el domingo 24 de mayo, de acuerdo con el Real Decreto de convocatoria de elecciones locales en España dispuesto el 30 de marzo de 2015 y publicado en el Boletín Oficial del Estado el día 31 de marzo. Se eligieron los 29 concejales del pleno del Ayuntamiento de Palma mediante un sistema proporcional (método d'Hondt) con listas cerradas y un umbral electoral del 5 %.

## Resultados
Los comicios depararon en un total de 5 candidaturas con representación en el pleno del Ayuntamiento de Palma: la candidatura del Partido Popular obtuvo una mayoría simple de 9 concejales, lejos de los 17 obtenidos en las elecciones de 2011. La candidatura del PSOE fue la segunda en votos, obteniendo 6 concejales, las candidaturas de Més per Mallorca-APIB y de Somos Palma obtuvieron 5 concejales cada una, mientras que la de Ciudadanos-Partido de la Ciudadanía obtuvo 4. Los resultados completos correspondientes al escrutinio definitivo se detallan a continuación:
|  | 26,52 % |

|  | 18,99 % |

|  | 15,72 % |

|  | 14,78 % |

|  | 11,72 % |

|  | 4,01 % |

|  | 3,69 % |

|  | 1,55 % |

|  | 0,45 % |

|  | 0,27 % |

|  | 0,24 % |

|  | 0,23 % |

|  | 98,70 % |

|  | 1,30 % |

|  | 1,84 % |

|  | 54,49 % |

|  | 45,51 % |

## Concejales electos

Partido más votado por distrito:
Partido Popular

Relación de concejales electos:
| N.º | Nombre                     | Lista | Lista     |
| --- | -------------------------- | ----- | --------- |
| 1   | Margarita Durán Cladera    |       | PP        |
| 2   | José Francisco Hila Vargas |       | PSIB-PSOE |
| 3   | Antoni Noguera Ortega      |       | Més-APIB  |
| 4   | Miquel Comas Oliver        |       | SomPalma  |
| 5   | Álvaro Luis Gijón Carrasco |       | PP        |
| 6   | Josep Lluis Bauzá Simó     |       | C’s       |
| 7   | Susanna Moll Kammerich     |       | PSIB-PSOE |
| 8   | José Ignacio Aguiló Fuster |       | PP        |
| 9   | Neus Truyol Caimari        |       | Més-APIB  |
| 10  | Aurora Jhardi Massanet     |       | SomPalma  |
| 11  | María José Bauzá Alonso    |       | PP        |
| 12  | Joan Ferrer Ripoll         |       | PSIB-PSOE |
| 13  | Pedro Luis Ribas Dietrich  |       | C’s       |
| 14  | Fernando Rubio Aguiló      |       | PP        |
| 15  | Miquel Perelló Oliver      |       | Més-APIB  |
| 16  | Aligi Molina Suárez        |       | SomPalma  |
| 17  | Angélica Pastor Montero    |       | PSIB-PSOE |
| 18  | Lourdes Bosch Acarreta     |       | PP        |
| 19  | Mercè Borràs Dalmau        |       | Més-APIB  |
| 20  | Patricia Conrado Quiroga   |       | C’s       |
| 21  | Adrián García Campos       |       | PSIB-PSOE |
| 22  | Fernando Gilet Sancenón    |       | PP        |
| 23  | Antonia Martín Perdiz      |       | SomPalma  |
| 24  | Antonia Roca Bellinfante   |       | PP        |
| 25  | Juana María Adrover Moyano |       | PSIB-PSOE |
| 26  | Llorenç Carrió Crespí      |       | Més-APIB  |
| 27  | Rodrigo Andrés Romero      |       | SomPalma  |
| 28  | José Javier Bonet Díaz     |       | PP        |
| 29  | Bartolomé Cañellas Cardona |       | C’s       |

## Investiduras de los alcaldes
Durante esta legislatura hubo dos investiduras: la de José Francisco Hila Vargas al concluir las elecciones y la de Antoni Noguera Ortega cuando Hila presentó su renuncia al cargo de alcalde en 2017 cumpliendo el acuerdo de gobierno firmado entre el PSIB-PSOE, Més-APIB y SomPalma.

### Primera investidura
En la votación de investidura celebrada el 13 de junio de 2015, José Francisco Hila Vargas del Partido Socialista, resultó elegido alcalde por mayoría absoluta, con los votos de los 6 concejales del PSIB-PSOE, los 5 concejales del Més-APIB y los 5 concejales de SomPalma; El resto de formaciones políticas votaron por sus líderes.
|  | 55,17 % |

|  | 31,03 % |

|  | 13,79 % |

|  | 100 % |

|  | 100 % |

### Segunda investidura
En la segunda votación de investidura celebrada el 30 de junio de 2017, Antoni Noguera Ortega de Més per Mallorca, resultó elegido alcalde por mayoría absoluta, recibiendo los votos de los mismos partidos que apoyaron a José Hila cumpliendo el acuerdo de gobernabilidad, por su parte el resto de formaciones políticas votaron por sus líderes.
|  | 55,17 % |

|  | 31,03 % |

|  | 13,79 % |

|  | 100 % |

|  | 100 % |